# Чанел Тереро
Чанел Тереро Мартинез (Хавана, 28. јул 1991), позната и као Чанел, јесте кубанско-шпанска глумица, певачица и плесачица.

## Биографија
Рођена у кубанској престоници Хавани, Чанел Тереро се сели у Олесу де Монсерат, у Каталонији, са породицом кад је имала 3 године. Од своје девете године похађала је часове певања и глуме, као и часове балета Краљевске академије за плес. Њене студије плеса укључују шегртовање са плесним фигурама као што су Виктор Улате, Коко Комин и Глорија Гела.

### 2010—2020:MTV Europe Music Awardsи мјузикли
Чанел се преселила у Мадрид да би започела своју глумачку каријеру. Постаје позната током 2010-их, учествујући у мјузиклима као што су Мама Миа!, Флешденс, Телохранитељ и Краљ Лавова.
Њена каријера има бројне наступе на малим и великим догађајима у Шпанији и иностранству.
2010. плесала је са Шакиром на наступу колумбијске певачице на MTV Europe Music Awards.
Учествовала је као плесачица у шпанској верзији емисије Твоје лице звучи познато.

### 2021-2022: Песма Евровизије
У децембру 2021. године, Чанел се нашла на листи 14 учесника Фестивала у Бенидорму 2022, такмичења које је организовано да би се изабрао представник Шпаније на такмичењу за Песму Евровизије, са песмом „SloMo”. Кореографију за њен наступ је осмислио Кајл Ханагами, који је радио са Џенифер Лопез и групом Blackpink. Након што је заузела прво место у првом полуфиналу 26. јануара 2022, осваја и највећи број поена у финалу 29. јануара и тиме постаје шпанска представница на Песми Евровизије у Торину, у Италији. Велики број њене конкуренције са Фестивала у Бенидорму јој је пружио подршку и честитке после њене победе.